# Carex aggregata
Carex aggregata es una especie de planta herbácea de la familia de las  ciperáceas.

## Descripción
Son plantas con rizomas poco desarrollados, forman penachos o grupos. Los tallos de floración alcanzan un tamaño de 20-100 cm de largo. Hoja de 2-50 cm de largo, y 3-6 mm de ancho, de color verde claro. Hojas sueltas y algo holgadas alrededor del vástago de vainas, el lado ventral relativamente firme y por lo general sin arrugas transversales, generalmente permanece intacta en la madurez, algo más gruesas y amarillentas a marrón en la punta, el lado dorsal blanca con venas verdes o moteado verde y blanco. Inflorescencia compacta, estrechamente ovada a estrechamente oblonga. Frutos de 1.8-2.1 mm de largo, anchamente elíptico-ovados a casi circular en el contorno.

## Distribución y hábitat
Dispersos a lo largo de Misuri, pero aparentemente ausente de las tierras bajas del Misisipi (noreste de EE. UU. y al lado oeste de Canadá hasta Dakota del Sur y Kansas). Tierras bajas, bosques templados, praderas de secano de tierras bajas y los bancos de los ríos, también en potreros y áreas húmedas y perturbadas.

## Taxonomía
Carex aggregata fue descrita por  Kenneth Kent Mackenzie y publicado en Bulletin of the Torrey Botanical Club 37(5): 246. 1910.
Etimología
Ver: Carex
aggregata; epíteto latino  que significa "agrupada, unida".
Sinonimia
- Carex agglomerata Mack.
- Carex sparganioides var. aggregata (Mack.) Gleason	[3][4][5]